# Georges Dorignac
Léon Georges Dorignac, né à Bordeaux le 8 novembre 1879 et mort le 21 décembre 1925 à Paris, est un peintre et dessinateur français.
Il est actif à La Ruche en 1910.

## Biographie
Georges Dorignac naît à Bordeaux le 8 novembre 1879, de Jean Marie Dorignac et Anna Amaniou. Il passe son enfance à Portets où son père, employé à la Compagnie des chemins de fer du Midi et du Canal latéral à la Garonne est affecté.  
Le berceau familial de Georges Dorignac est Bagnères-de-Bigorre. Le père du futur artiste, Jean-Marie, ne voulant pas suivre la tradition familiale d'artisans où, de père en fils, l'on était tisserand, marbrier ou cultivateur, s'installe à Bordeaux où il intègre vers 1871, la Compagnie des chemins de fer du Midi et du Canal latéral à la Garonne. Jean-Marie Dorignac épouse en 1882 Anna Amadiou avec laquelle il a quatre enfants, dont Léon-Georges le cadet. C'est donc à l'école publique de la rue Françin que l'instituteur découvre les talents précoces de Georges Dorignac. Très attaché à la famille, son père n'a de cesse de revenir avec ses enfants dans la cité de ses ancêtres. C'est peut-être pour cela que le peintre aura ce goût marqué pour les légendes que l'on racontait le soir au coin de l'âtre. Il en va de même du goût qu'il manifestera pour le thème du travailleur qu'il a observé et qui sait arracher à la terre sa subsistance, ainsi que pour les paysages qu'il voyait défiler entre Bordeaux et Bagnères-de-Bigorre, contrée à laquelle il restera attaché toute sa vie. 
Il intègre en 1893 l'école municipale des beaux-arts de Bordeaux, où ses travaux lui valent de nombreux prix, et plusieurs mentions notamment en dessin et en cours d'anatomie. En janvier 1898, il arrive à Paris, s'installe dans le quartier de Montmartre et passe le concours d'entrée à l'École nationale des beaux-arts. Admis, il intègre l'atelier du peintre Léon Bonnat. Au bout de quelques mois, lassé par cet enseignement académique, il décide de commencer sa carrière de peintre indépendant. En 1901, domicilié à Bayonne, rue Argentières, il s'associe aux peintres espagnols qui ambitionnent de conquérir Paris, signe ses œuvres « Jorge Dorignac » et fait la connaissance de son plus fidèle mécène, Gaston Meunier du Houssoy, un jeune amateur d'art sensiblement du même âge, né en 1878, un an avant Dorignac. Deux compagnons de route, tous deux passionnés et unis l'un l'autre par une même passion, celle de la belle forme et du sens de l'harmonie.  
Georges Dorignac s'installe à Montmartre et dès 1902 expose au Salon des indépendants. Il montre des vues de San Sébastien, de la côte basque, de la forêt landaise, des combats de cerfs, des dessins d'expression, des scènes de corrida et des portraits dont celui de sa compagne Céline Lacoste, veuve et mère d'une petite fille, Suzanne, âgée de cinq ans, qu'il élève comme sa propre fille. À cette époque, il s'associe aux peintres de l'école de Bilbao. C'est une période d'intense activité. Il fait la connaissance de Dario de Regoyos, technicien de la division des tons purs, qui a une influence sur son travail. 
En 1906, de retour à Paris de manière plus stable, Georges Dorignac, peint dans des tonalités fleuries des scènes de la vie familiale et s'installe à Verneuil-sur-Seine. De Céline Lacoste, il a eu trois filles. Elles  épouseront des artistes : Suzanne se marie avec le peintre Haim Epstein, résident de La Ruche, Georgette avec le paysagiste André Hébuterne, tandis que Geneviève et Yvette épousent respectivement les sculpteurs Louis Dideron et Marcel Damboise. Après avoir été ruiné par un escroc qui le dépossède de quatre années de travail, Dorignac s'installe à La Ruche en 1910Phalanstère d'artistes créé en 1902 par le sculpteur Alfred Boucher. Il côtoie Marc Chagall, Amedeo Modigliani et Chaïm Soutine,.
Après avoir peint plusieurs scènes de la vie familiale entre 1906 et 1909, dont la technique post-impressionniste est savante et la science des couleurs tout aussi remarquable, il décide, peu de temps après son arrivée à La Ruche de changer totalement d'orientation. C'est la période des fonds de nuit où il réalise sur la feuille blanche à peu près de même format des portraits, des nus, des travailleurs, qu'il expose dans les Salons de la capitale et chez Durand-Ruel. Cette production s'étale de 1912 à 1914.  
L'État fait l'acquisition de plusieurs dessins, dont certains sont conservés à paris au musée national d'Art moderne et au musée des Beaux-Arts de Bordeaux.
Appelé au front durant la Première Guerre mondiale, il est démobilisé et réformé du 40e régiment d’infanterie de Bayonne, à la suite d'une visite médicale, sa santé étant trop faible. Il entreprend, dès 1914, plusieurs projets de décoration, vitrail, tapisserie, céramique et mosaïque, qui furent aussitôt remarqués par la critique, dont André Salmon. Plusieurs cartons peints sur toile ont été acquis par l'État, grâce à l'œil avisé d'Armand Dayot, inspecteur général des Beaux-Arts. Le voici donc à l'abri du besoin et il peut poursuivre ses travaux en toute quiétude. Sociétaire du Salon d'automne, il produit la couverture du livret. Il voyage. En 1920, on le retrouve au Pays basque avec ses gendres Epstein et Hébuterne, puis en Corse où il peint des gouaches et des aquarelles aux tonalités amorties.
À cette même époque, il peint des portraits et des nus aux tonalités nacrées, des parmes, des roses et des tons ocrés, dont un est conservé au musée des Beaux-Arts de Bordeaux. Au mois de janvier 1924, il expose à Paris à la galerie Marcel Bernheim. Après son décès, une exposition rétrospective organisée par cette même galerie lui est consacrée. Sur le carton d'invitation Marcel Bernheim écrivait « Mais l'œuvre de Georges Dorignac demeure et de jour en jour elle se classe conquérant la place définitive qui lui est assignée dans l'histoire de l'art contemporain. »
Il meurt à Paris le 21 décembre 1925 des suites d'une opération. Il repose aux côtés de sa femme, Céline, au cimetière d'Épernon.

## Le dessinateur
Contrairement à ce qu'avait écrit Marcel Bernheim en 1928, la gloire de Georges Dorignac ne fut qu'éphémère et peu à peu finit par s'estomper. En 1994 sont exposés à Bordeaux, à la galerie l'Horizon chimérique, trois dessins, deux noirs et un à la sanguine. les collectionneurs se sont aussitôt intéressés à ce dessinateur dont le nom leur était inconnu. Après une succincte présentation parue la même année dans Le Festin, un travail de recherche s'est mis en place. Cette réhabilitation a permis dès l'année 2000, de présenter l'œuvre de la période 1912-1914, époque la mieux documentée, en Italie à la Fondation Giorgio Cini. À la suite de cette exposition intitulée Modigliani et i suoi, la presse italienne fait l'éloge de ce dessinateur peu connu, de l'autre côté des Alpes, qu'elle compare à Käthe Kollwitz. Dorignac est ensuite l'objet de plusieurs expositions en Espagne : Barcelone, la principauté d'Andorre, Séville, Girona, Murcie, Cordoue, Ségovie, entre les années 2002 et 2004, sous les titres Modigliani i l'Escula de Paris et Modigliani al cor de Paris. La presse s'étonnera qu'un tel artiste soit resté aussi peu connu.
Mais l'exposition parisienne du musée de Montmartre, en 2019, intitulée Georges Dorignac corps et âmes, révèle au public le talent d'un peintre complet. Dorignac retrouve sa place dans l'histoire de l'art, à Montmartre qui fut son premier lieu de travail, comme artiste, et de résidence.

## Le peintre
Georges Dorignac commence sa carrière de peintre indépendant en 1901. À cette époque il s'associe aux peintres espagnols de Bilbao qui ambitionnent de conquérir Paris. Il présente dans les divers salons de la capitale des vues de San Sébastien, des paysages de l'Adour et du Pays basque, des dessins au fusain et à la pierre noire qui représentent des portraits ; des nus d'après les maîtres et des scènes de corrida qu'il signe « Jorge Dorignac ». Dans un article de Roger Marx paru en 2003, il est écrit que « les toiles de Nonell Monturiol, Ricardo Florès, Dorignac, Torent, Regoyos, Garcia, Lozano, s'accordent à confirmer la connaissance de la peinture espagnole ». Père de famille, il commence en 1906 les scènes de la vie familiale dans une technique héritée de Darío de Regoyos. Entre 1908 et 1911, Dorignac s'engage dans la technique de la division des tons purs hérités de Georges Seurat et de Paul Signac. Il produit des aquarelles des bords de Seine, dont deux sont conservées à Paris au musée national d'Art moderne et une autre au musée des Beaux-Arts de Bordeaux, Le Port fluvial.
De 1912 à 1914, au Salon des indépendants, il présente des figures exécutées au fusain, à l'encre noire ou à la sanguine sur des feuilles blanches qui lui valurent des acquisitions de l'État. Dans son compte-rendu du Salon d'automne de 1913, le critique d'art R. Bouyer présente en pleine page deux dessins, Débardeur et Étude de trois quarts et annonce le « décorateur en puissance ».
En 1914, il se dirige en effet vers les arts décoratifs. Il dessine et peint au format d'exécution des projets de vitraux, de céramiques et de tapisserie. Les acquisitions de l'État vont lui permettre l'aisance matérielle qu'il mettra à profit pour voyager et se diriger dans une autre direction. En 1920, on le retrouve au Pays basque avec ses gendres Epstein et Hébuterne d'où il rapporte des paysages très minimalistes. En 1922 il exécute l'affiche du Salon d'automne et en 1923, il part en Corse. Il peint à la gouache des paysages des bords de mer. À la même époque, il exécute les portraits de ses filles, Geneviève et Yvette. De ce retour à la couleur, un seul nu dans des tonalités amorties, conservé au musée des Beaux-Arts de Bordeaux, a été retrouvé.

## Salons et expositions
- Salon de la Société nationale des beaux-arts (1913-1914, 1922)[13].
- Salon des indépendants (1902-1914, 1922, 1924)[13].
- Salon d'automne (1912, 1919-1921, 1923-1924)[13].
- Salon des Tuileries (1923, 1925)[13].
- Georges Dorignac, le trait sculpté, du 19 novembre 2016 au 5 mars 2017, Roubaix, La Piscine et du 18 mai au 17 septembre 2017 au musée des Beaux-Arts de Bordeaux.
- Georges Dorignac corps et âmes, du 15 mars au 8 septembre 2019, Paris, musée de Montmartre et à la basilique du Sacré-Cœur avec le Christ de Dorignac (307 × 162 cm) exposé dans l'une des chapelles.

Œuvres de Georges Dorignac
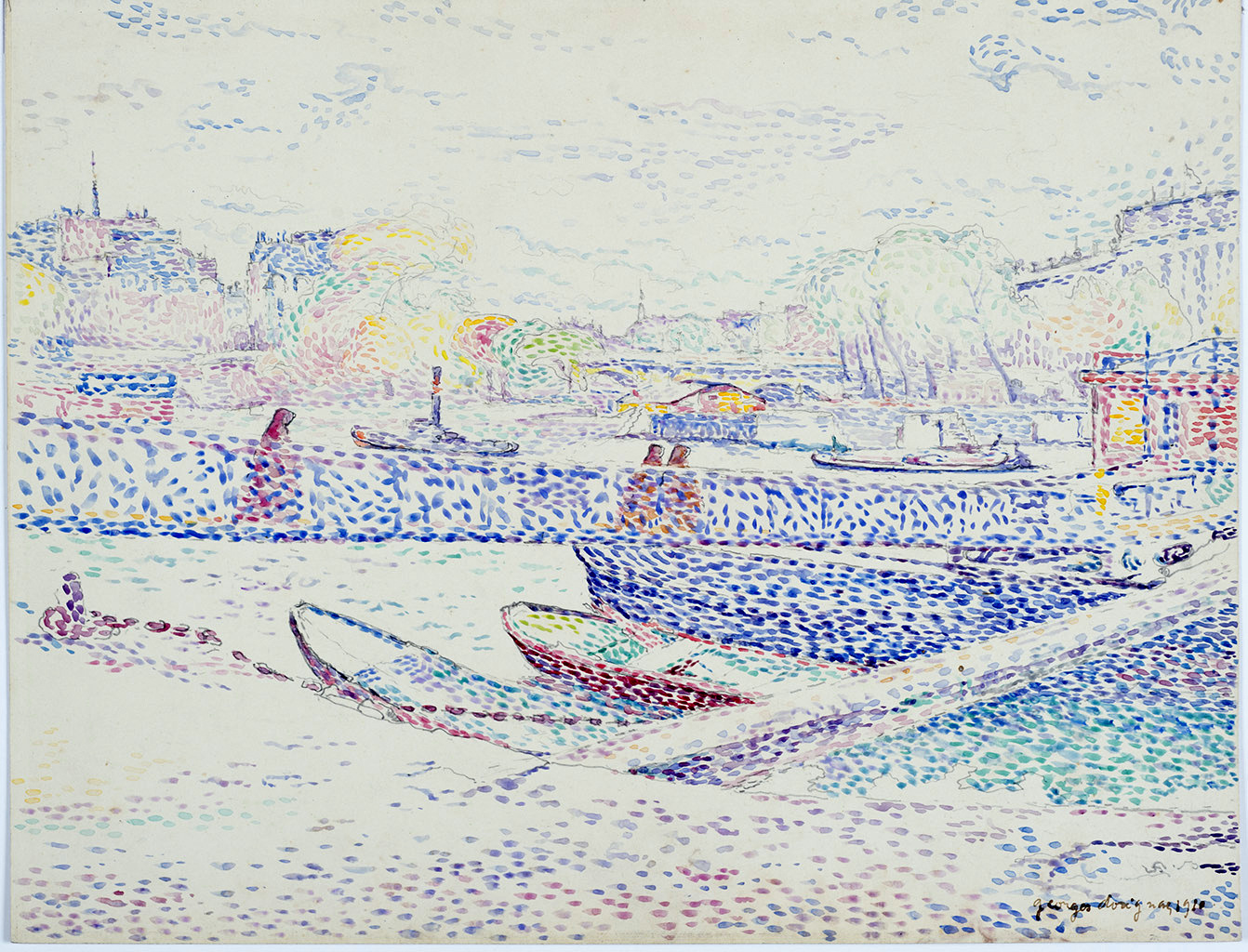
Le Pont-Neuf (1910), musée des Beaux-Arts de Bordeaux.
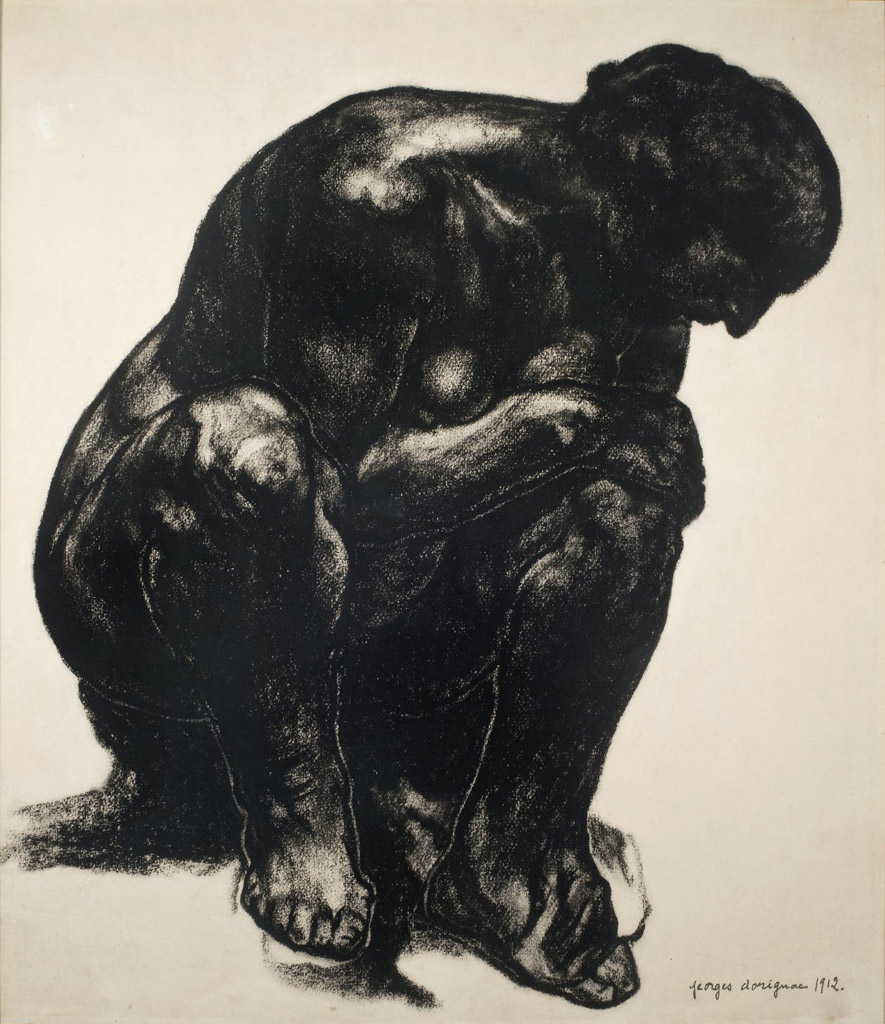
Femme accroupie (1912), musée des Beaux-Arts de Bordeaux.
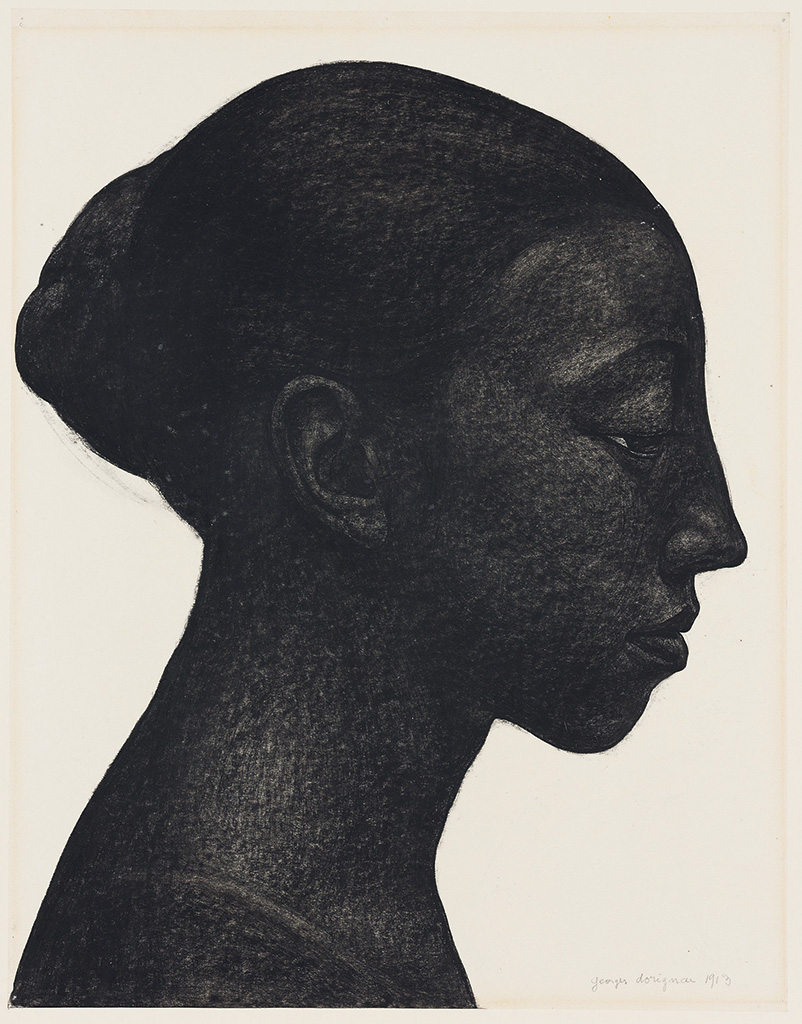
Étude de profil (1913), musée des Beaux-Arts de Bordeaux.
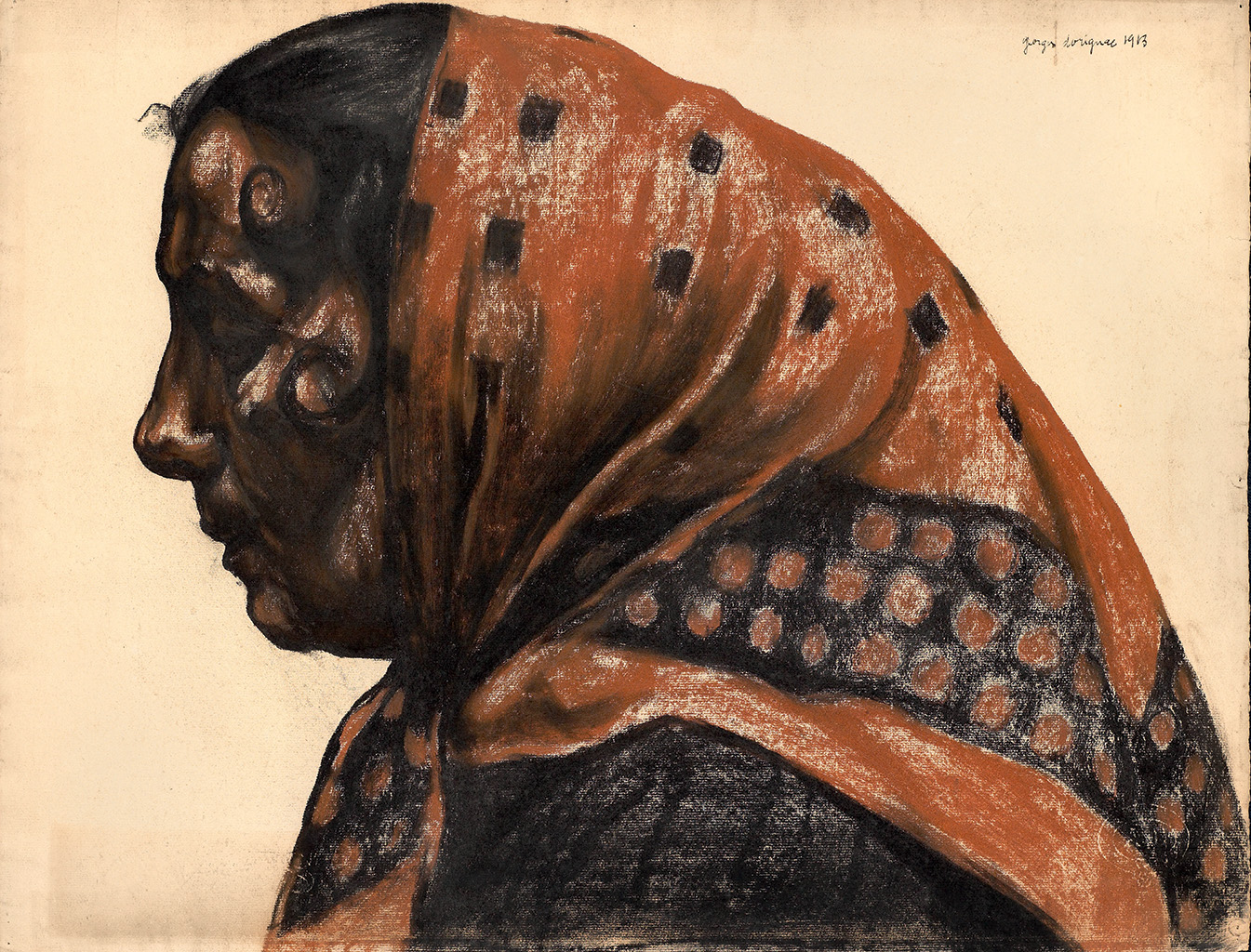
Paysanne au fichu (1913), musée des Beaux-Arts de Bordeaux.
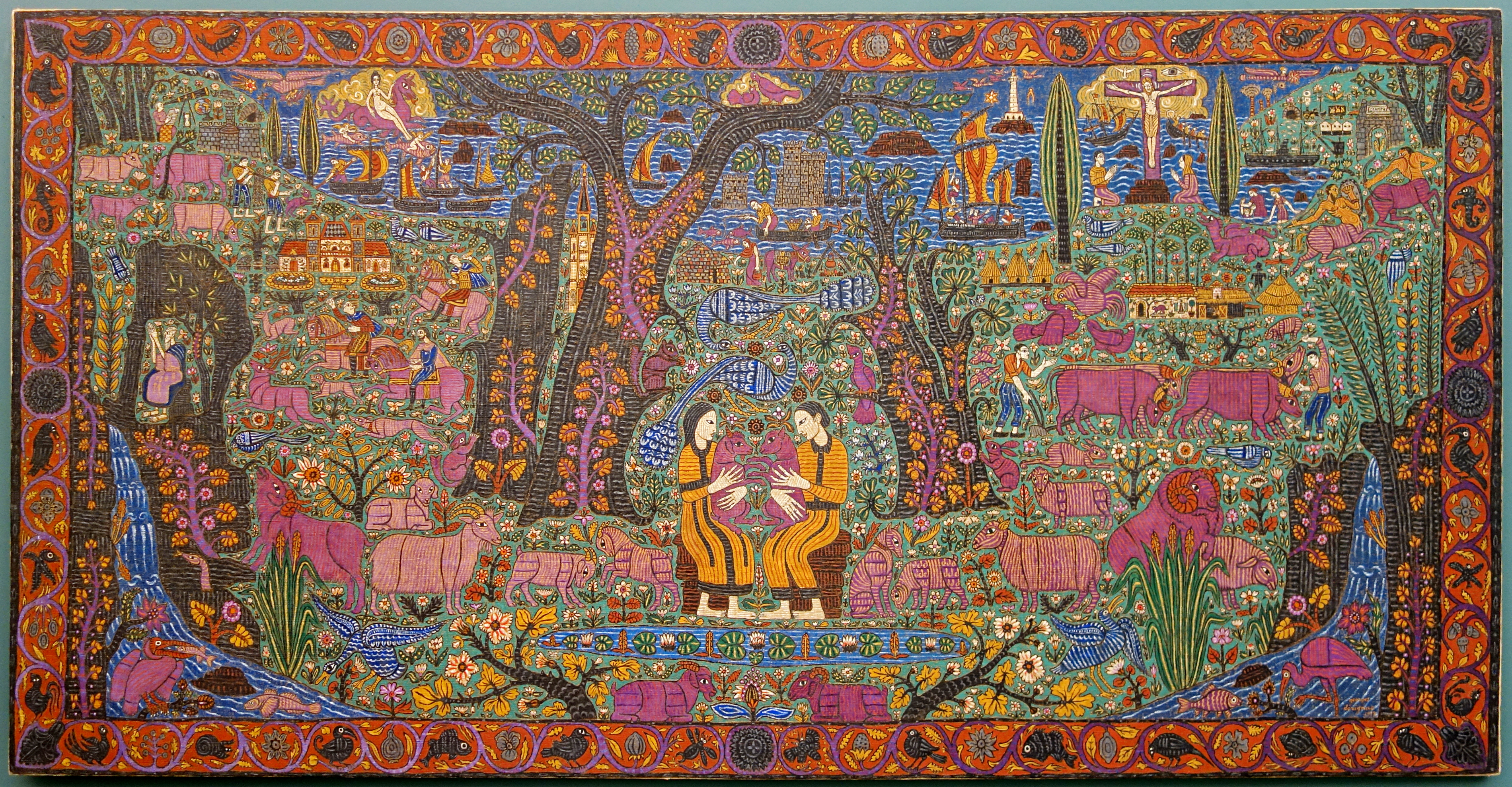
Les Deux amants (1917), Centre national des arts plastiques.
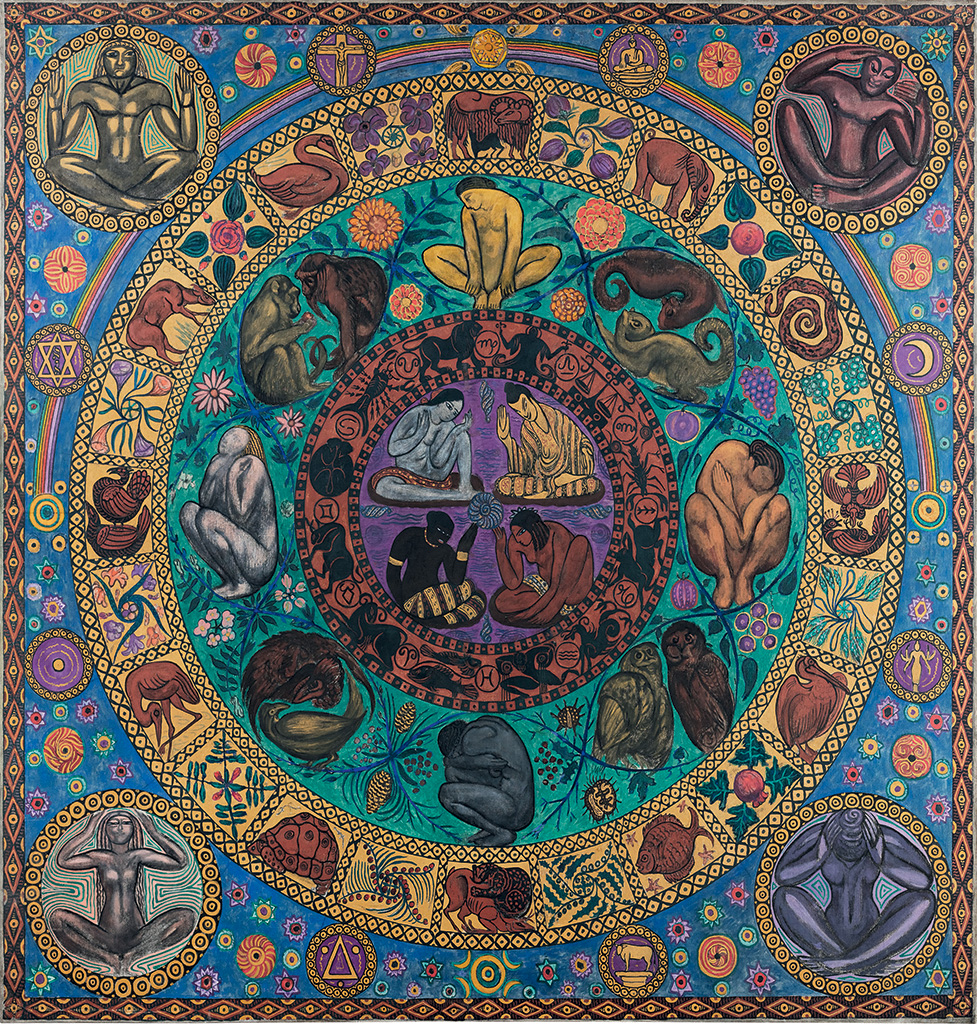
Mandala (1920), musée des Beaux-Arts de Bordeaux.
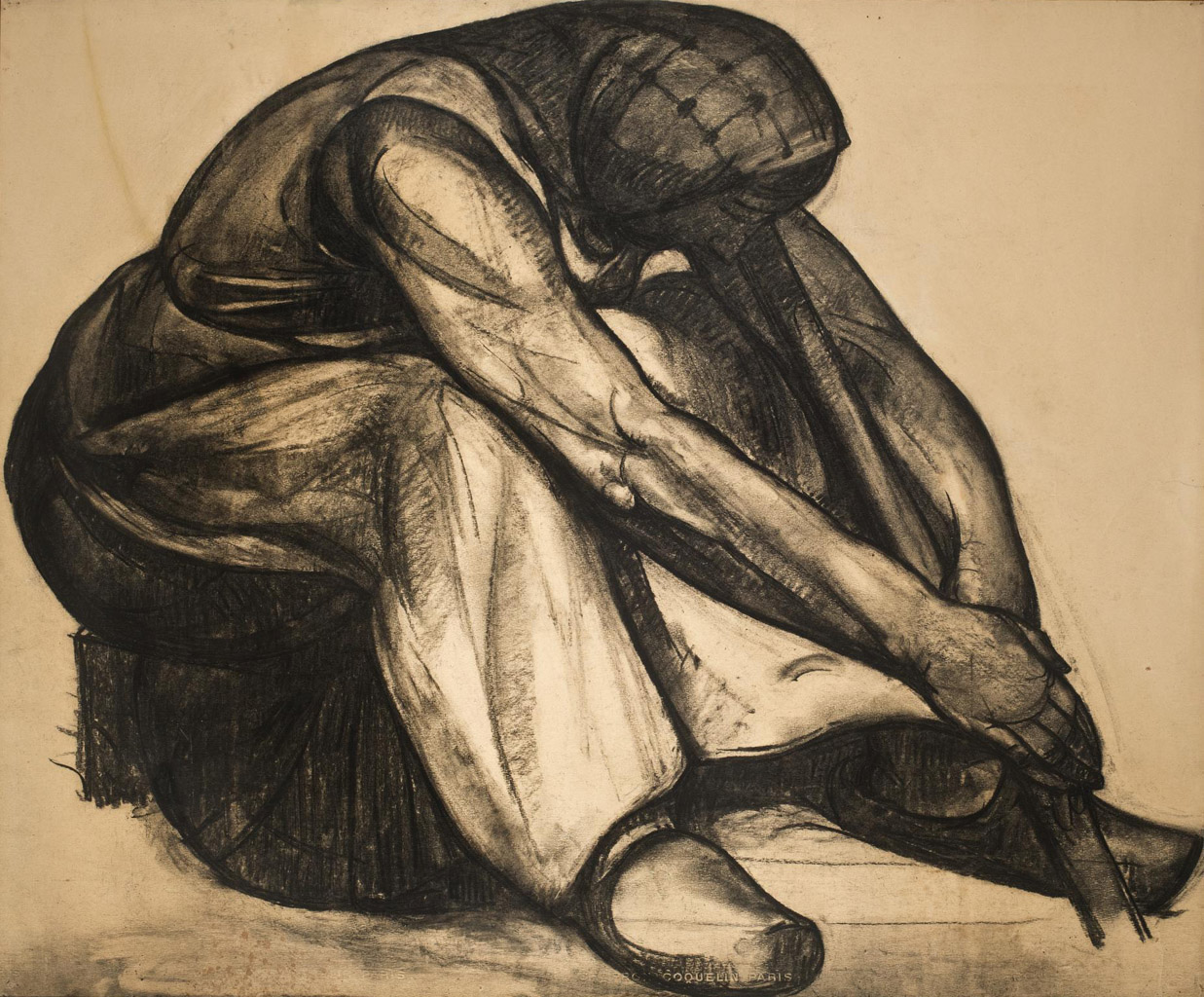
Paysanne au repos (vers 1920), musée des Beaux-Arts de Bordeaux.
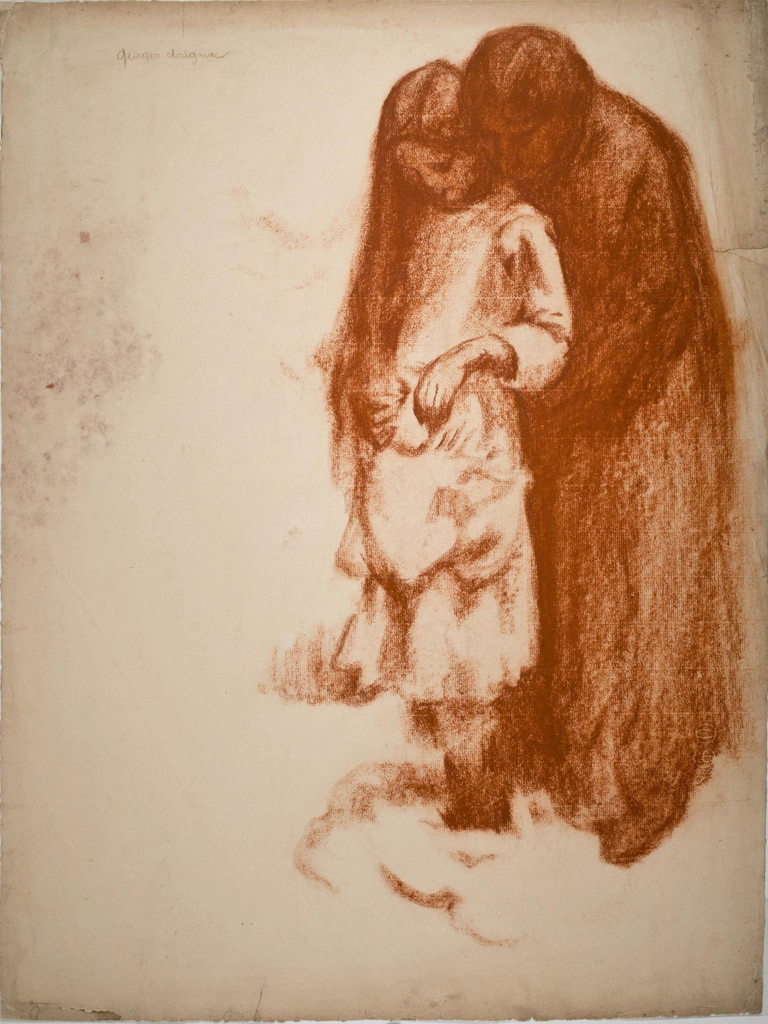
Femme et enfant, musée des Beaux-Arts de Bordeaux.
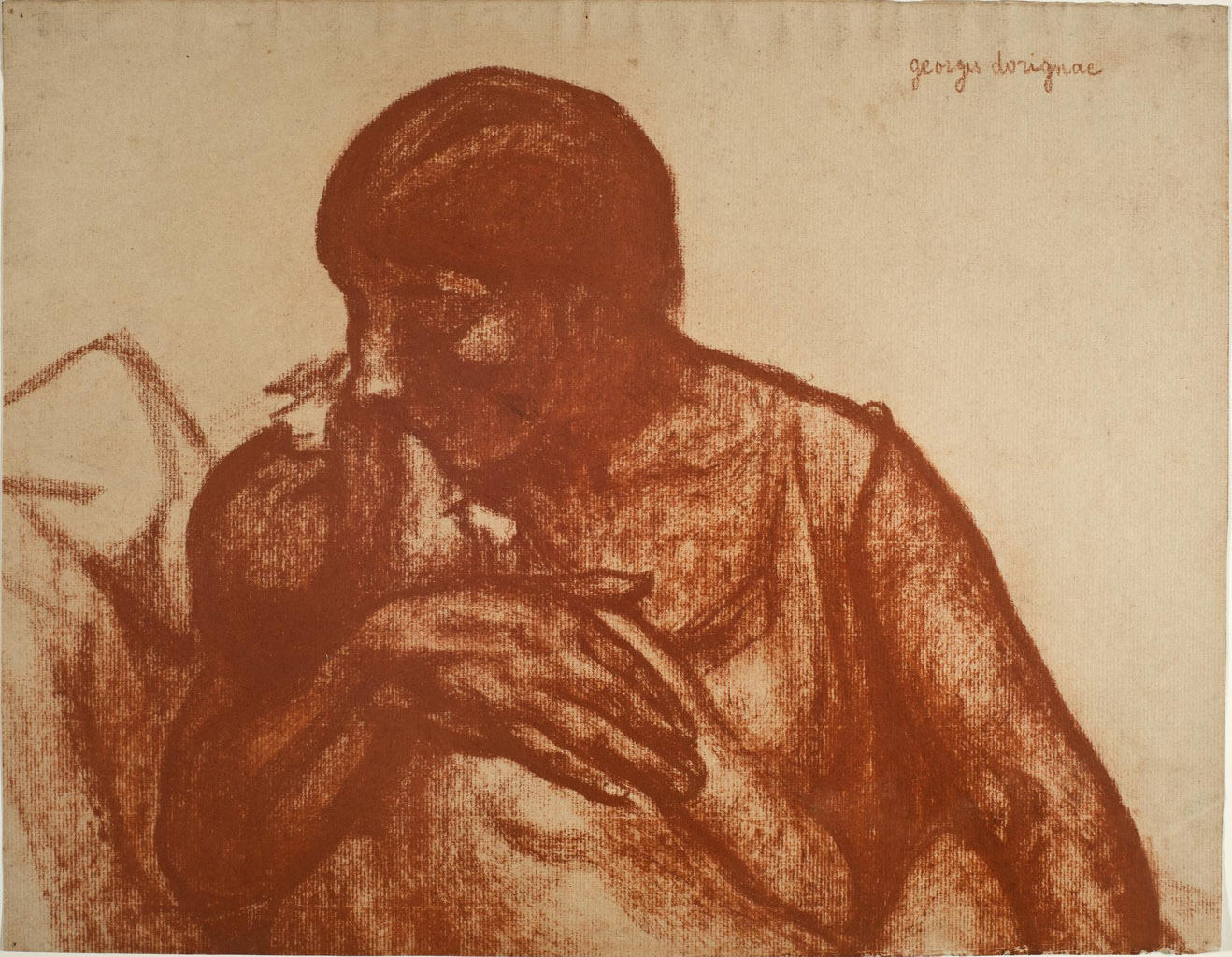
Le Baiser (vers 1921), musée des Beaux-Arts de Bordeaux.
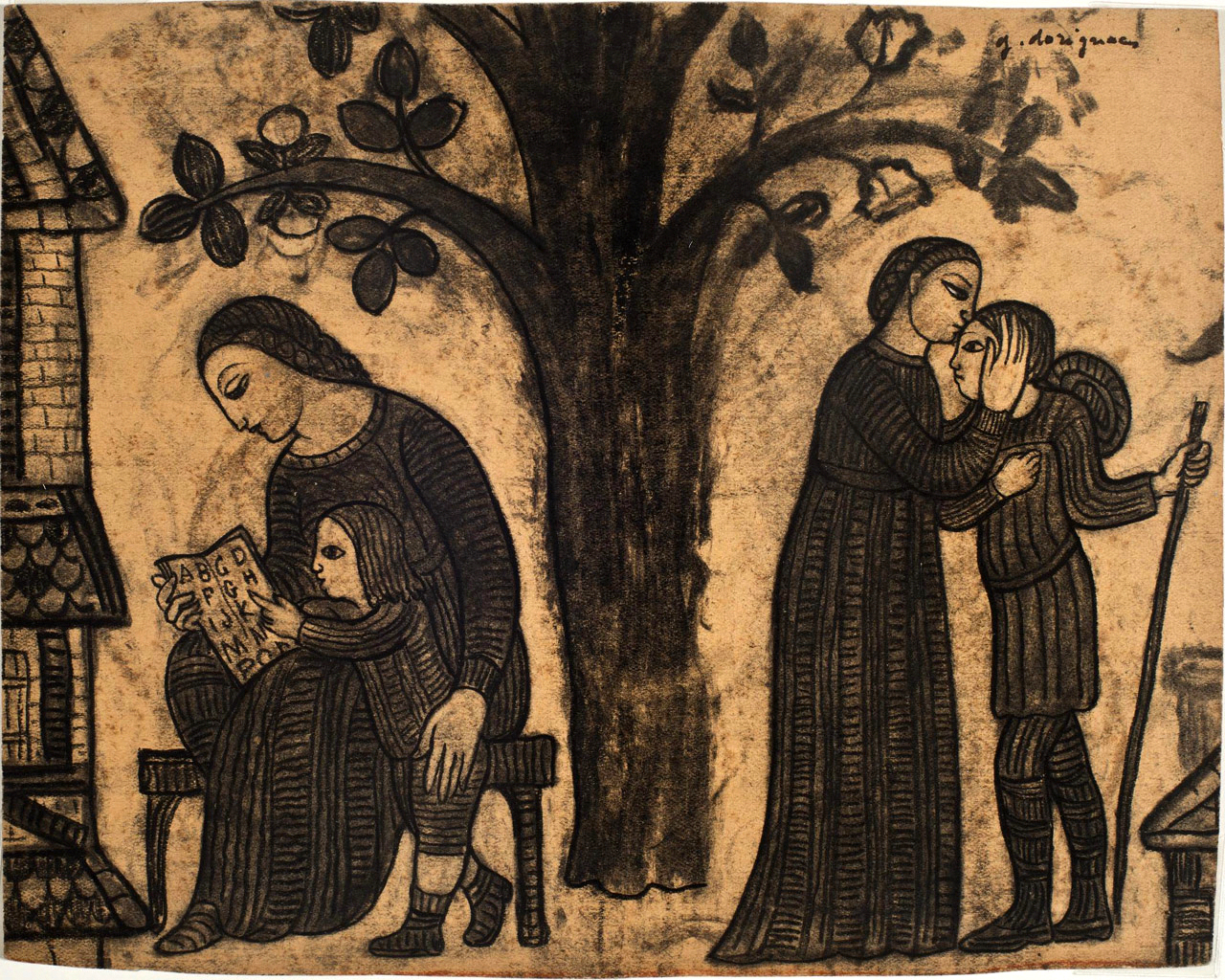
Scènes de la vie. Enfance (avant 1922), musée des Beaux-Arts de Bordeaux.
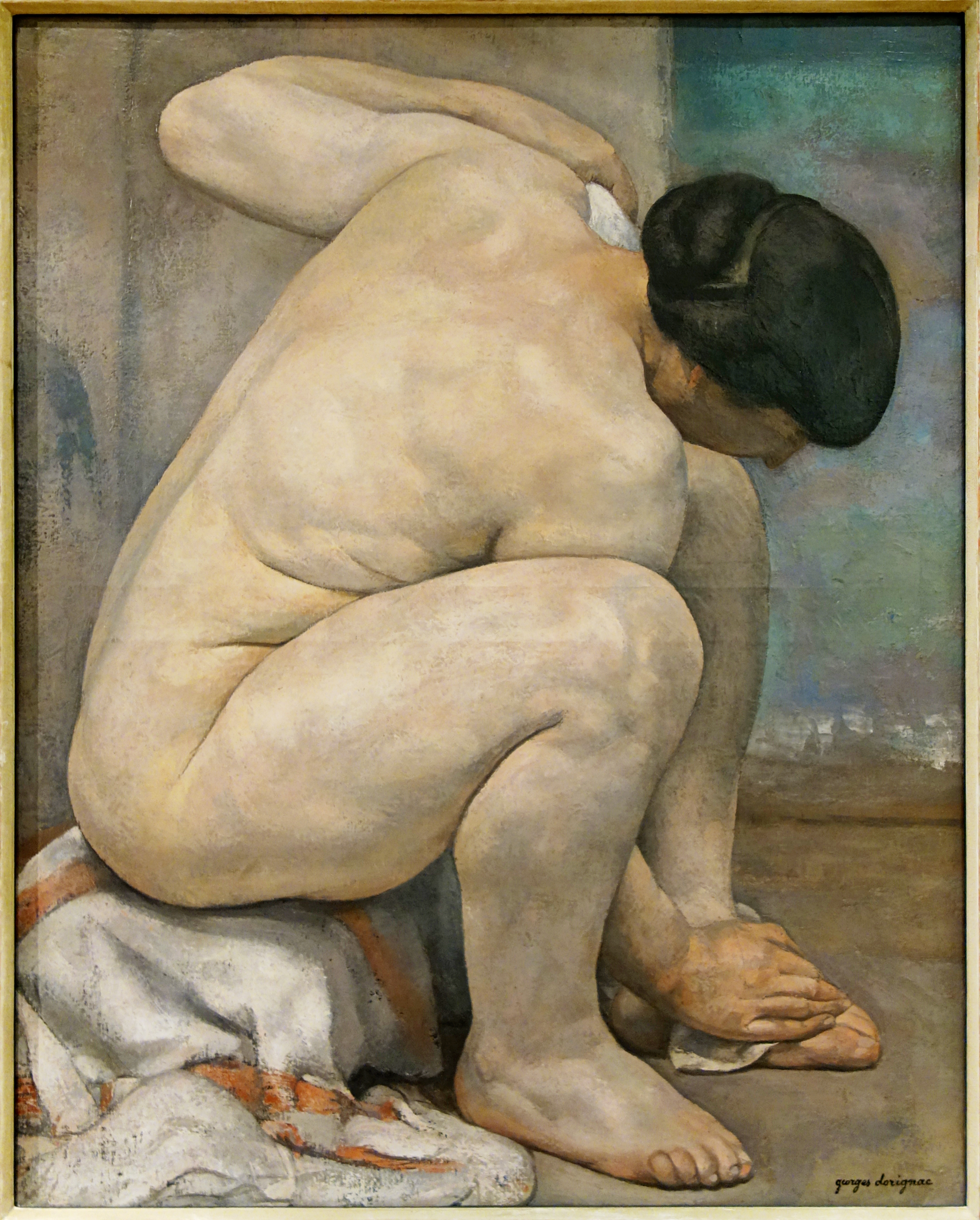
Femme nue ou Femme qui s'essuie après le bain (vers 1924), musée des Beaux-Arts de Bordeaux.

## Hommages
Un jardin porte son nom à Bordeaux.